# Robin Wright
Robin Wright (született: Robin Gayle Wright) (Dallas, Texas, 1966. április 8. –) Golden Globe-díj és Satellite-díjas amerikai színésznő és filmrendező.  
Első ismertebb szerepét az NBC Daytime Santa Barbara című szappanoperájában kapta. Kelly Capwellt 1984 és 1988 között alakította a sorozatban. A televíziózás után a filmekben is kipróbálta magát, ahol első jelentősebb szerepe Boglárka volt az 1987-es A herceg menyasszonya című filmben. Ennek köszönhetően további szerepeket kapott olyan filmekben, mint az 1994-es Forrest Gump, majd az 1999-es Üzenet a palackban. 2000-ben ő játszhatta az egyik főszerepet A sebezhetetlen című filmben, majd feltűnt Robert Redford A cinkos című 2010-es rendezésében. 2011-ben játszott a Pénzcsinálóban, majd a A tetovált lányban is. 2015-ben szerepelt az Everestben, majd 2017-ben a Wonder Woman című filmben és a Szárnyas fejvadász 2049-ben is.
Wright alakította Claire Underwood karakterét a Netflix 2013 és 2018 között futó Kártyavár című drámasorozatában. Az alakításáért 2013-ban elnyerte a legjobb színésznőnek járó Golden Globe-díjat, ezzel ő vált az első színésznővé, aki websorozatban való alakításért nyerhette el a díjat. Minden évben jelölték alakítását Primetime Emmy-díjra, valamint 2016-ban és 2017-ben mint a sorozat producere jelölést kapott a legjobb drámasorozat kategóriában. A sorozatban rendezőként, producerként és színészként is szerepet vállalt. 
Robin Wright az egyik legjobban fizetett színésznő napjainkban. A Kártyavár című sorozatban epizódonként több, mint négyszázezer dollárt keresett.

## Filmográfia

### Film
| Év   | Magyar cím                           | Eredeti cím                     | Szerep                      | Magyar hang        |
| ---- | ------------------------------------ | ------------------------------- | --------------------------- | ------------------ |
| 1986 | A hollywoodi zsaru                   | Hollywood Vice Squad            | Lori Stanton                |                    |
| 1987 | A herceg menyasszonya                | The Princess Bride              | Boglárka (Buttercup)        | Kisfalvi Krisztina |
| 1990 |                                      | Denial                          | Sara / Loon                 |                    |
| 1990 | A pokol konyhája                     | State of Grace                  | Kathleen Flannery           | Farkasinszky Edit  |
| 1990 | A pokol konyhája                     | State of Grace                  | Kathleen Flannery           | Spilák Klára       |
| 1990 | A pokol konyhája                     | State of Grace                  | Kathleen Flannery           | Bognár Anna        |
| 1992 | Bohémek                              | The Playboys                    | Tara Maguire                | Götz Anna          |
| 1992 | Játékszerek                          | Toys                            | Gwen Tyler                  | Báthory Orsolya    |
| 1994 | Forrest Gump                         | Forrest Gump                    | Jenny Curran                | Nagy-Kálózy Eszter |
| 1994 | Forrest Gump                         | Forrest Gump                    | Jenny Curran                | Spilák Klára       |
| 1995 | Menekülés az éjszakába               | The Crossing Guard              | Jojo                        | Timkó Eszter       |
| 1996 | Moll Flanders                        | Moll Flanders                   | Moll Flanders               | Götz Anna          |
| 1997 | Szeretetvágy                         | Loved                           | Hedda Amerson               | Tóth Ildikó        |
| 1997 | Életem szerelme                      | She's So Lovely                 | Maureen Murphy Quinn        | Hámori Eszter      |
| 1998 | Zűrzavar                             | Hurlyburly                      | Darlene                     | Tóth Enikő         |
| 1999 | Üzenet a palackban                   | Message in a Bottle             | Theresa Osborne             | Kovács Nóra        |
| 2000 | Hogyan öljük meg a szomszéd kutyáját | How to Kill Your Neighbor's Dog | Melanie McGowan             |                    |
| 2000 | A sebezhetetlen                      | Unbreakable                     | Audrey Dunn                 | Tóth Ildikó        |
| 2001 | Az ígéret megszállottja              | The Pledge                      | Lori                        | Farkasinszky Edit  |
| 2001 | Az utolsó erőd                       | The Last Castle                 | Rosalie Irwin               |                    |
| 2002 | Fehér leander                        | White Oleander                  | Starr Thomas                | Simon Mari         |
| 2003 | Az éneklő detektív                   | The Singing Detective           | Nicola / Nina / Blonde      | Ullmann Zsuzsa     |
| 2003 |                                      | Virgin                          | Mrs. Reynolds               |                    |
| 2004 | Otthon a világ végén                 | A Home at the End of the World  | Clare                       | Kocsis Mariann     |
| 2005 |                                      | Nine Lives                      | Diana                       |                    |
| 2005 |                                      | Sorry, Haters                   | Phoebe Torrence             |                    |
| 2006 | Bűnös viszonyok                      | Breaking and Entering           | Liv Ullmann                 | Spilák Klára       |
| 2007 |                                      | Hounddog                        | idegen nő                   |                    |
| 2007 | Beowulf – Legendák lovagja           | Beowulf                         | Wealtheow királyné (hangja) | Ruttkay Laura      |
| 2008 | Minden azzal kezdődött               | What Just Happened              | Kelly                       | Spilák Klára       |
| 2008 | Szeretlek, New York                  | New York, I Love You            | Anna                        | Spilák Klára       |
| 2009 | A dolgok állása                      | State of Play                   | Anne Collins                | Spilák Klára       |
| 2009 | Pippa Lee négy élete                 | The Private Lives of Pippa Lee  | Pippa Lee                   | Nagy-Kálózy Eszter |
| 2009 | Karácsonyi ének                      | A Christmas Carol               | Fan Scrooge / Belle         | Ruttkay Laura      |
| 2010 | A cinkos                             | The Conspirator                 | Mary Surratt                | Kubik Anna         |
| 2011 | Pénzcsináló                          | Moneyball                       | Sharon Beane                | Spilák Klára       |
| 2011 | Rampart                              | Rampart                         | Linda Fentress              | Kisfalvi Krisztina |
| 2011 | A tetovált lány                      | The Girl with the Dragon Tattoo | Erika Berger                | Spilák Klára       |
| 2013 | A futurológiai kongresszus           | The Congress                    | Robin Wright                |                    |
| 2013 | Csábítás                             | Adoration                       | Roz                         |                    |
| 2014 | Az üldözött                          | A Most Wanted Man               | Martha Sullivan             | Tóth Enikő         |
| 2015 | Everest                              | Everest                         | Peach Weathers              | Spilák Klára       |
| 2017 | Wonder Woman                         | Wonder Woman                    | Antiopé tábornok            | Ullmann Zsuzsa     |
| 2017 | Szárnyas fejvadász 2049              | Blade Runner 2049               | Joshi hadnagy               | Nagy-Kálózy Eszter |
| 2017 | Az Igazság Ligája                    | Justice League                  | Antiopé tábornok (cameo)    |                    |
| 2020 | Wonder Woman 1984                    | Wonder Woman 1984               | Antiopé tábornok            | Ullmann Zsuzsa     |
| 2021 | Zack Snyder: Az Igazság Ligája       | Zack Snyder's Justice League    | Antiopé tábornok            | Ullmann Zsuzsa     |
| 2023 |                                      | Devil's Peak                    | Virgie                      |                    |
| 2024 | A hercegnő és a sárkány              | Damsel                          | Isabelle királynő           | Nagy-Kálózy Eszter |
| 2024 | Itt                                  | Here                            | Margaret                    | Spilák Klára       |

Dokumentum- és rövidfilmek
- 2002: Searching for Debra Winger – önmaga (dokumentumfilm)
- 2005: Max – anya (rövidfilm)
- 2006: Room 10 – Frannie Jones (rövidfilm)
- 2018: André the Giant – önmaga (dokumentumfilm)

### Televízió
| Év        | Magyar cím        | Eredeti cím     | Szerep           | Megjegyzések                                                                                                 |
| --------- | ----------------- | --------------- | ---------------- | --- |
| 1983–84   |                   | The Yellow Rose | Barbara Anderson | 2 epizód |
| 1984–88   |                   | Santa Barbara   | Kelly Capwell    | főszereplő (538 epizód)                                                                                      |
| 2005      | A múlt fogságában | Empire Falls    | Grace Roby       | - minisorozat (2 epizód) - magyar hangja: - Orosz Anna                                                       |
| 2011      | Megvilágosultam   | Enlightened     | Sandy            | 2 epizód |
| 2013–2018 | Kártyavár         | House of Cards  | Claire Underwood | - főszereplő (73 epizód) - rendező (10 epizód) - vezető producer (34 epizód) - magyar hangja: - Spilák Klára |
| 2022      | Ozark             | Ozark           | nem szerepel     | rendező (2 epizód)                                                                                           |

## Fordítás
- Ez a szócikk részben vagy egészben  a   Robin Wright című angol Wikipédia-szócikk fordításán alapul.  Az eredeti cikk szerkesztőit annak laptörténete sorolja fel. Ez a jelzés csupán a megfogalmazás eredetét és a szerzői jogokat jelzi, nem szolgál a cikkben szereplő információk forrásmegjelöléseként.